# Psathyrella secotioides
Psathyrella secotioides es una especie de hongo del grupo Agaricales, familia Psathyrellaceae y género Psathyrella. Etimológicamente el nombre viene de los "secotioides" - derivada del género fúngico "Secotium" que se refiere a los basidiomas y el sufijo latino "-oides" que significa similar a.

## Descripción
Tiene basidiomas gregarios a cespitosos unidos en el estípite. Pileo de 6-10 × 3-5 mm, cuando  seco, pálido ocre, cónico a estrechamente paraboloide, con vértice obtuso, superficie cubierta con un velo. Margen involuto a recto, en ejemplares jóvenes. Lamela ascendente, apretada, de 1-1.5 mm de ancho, negro violáceo. Lámina de borde más pálido. Estípite de 20-30 × 0,5-1 mm, cilíndrico, ligeramente más ancho en la base, frágil, marrón rojizo cuando se seca. Subcutis consistente de hifas cilíndricas entrelazadas, de 5-20 μm de ancho, hialinas a amarillo pálido. Fíbulas escasas. Velo compuesto por hifas entrelazadas, hialino a amarillo pálido, de 5-9 μm en diámetro. Basidio de 4-esporas, clavado, de 22 × 12 μm, esterigma de hasta 3 μm de longitud. Esporas de forma variable pero principalmente elipsoides, de  9,512 × 6-8 μm, morenas, lisas, sin poro germinativo, de paredes de 1 μm.

## Distribución
Nueva especie para México, citada del estado de Sonora (holotipo).

## Hábitat
Crece en humus de Prosopis juliflora.

## Estado de conservación
A pesar de ser una especie descrita en México, esta especie no está categorizada en la Norma Oficial Mexicana 059, pero podría pertenecer, debido a su aislada distribución hasta ahora.